# Gmina Czarny Bór
Gmina Czarny Bór je polská vesnická gmina v okrese Valbřich v Dolnoslezském vojvodství. Sídlem gminy je obec Czarny Bór. V roce 2020 zde žilo 4 882 obyvatel.
Gmina má rozlohu 66,4 km² a zabírá 15,4 % rozlohy okresu. Skládá se z 6 starostenství.

## Části gminy
Starostenství
Borówno, Czarny Bór, Grzędy, Grzędy Górne, Jaczków, Witków